# Dysanema irvinei
Dysanema irvinei är en insektsart som beskrevs av Boris Petrovich Uvarov 1925. Dysanema irvinei ingår i släktet Dysanema och familjen gräshoppor. Inga underarter finns listade i Catalogue of Life.